# Hahnenkamm (montagna)
L'Hahnenkamm è una montagna situata in Austria e facente parte delle Alpi di Kitzbühel. La sua vetta si trova a 1712 m s.l.m.
L'Hahnenkamm fa parte del comprensorio sciistico di Kitzbühel ed annualmente (a partire dal 1931) ospita sulle sue pendici il trofeo dell'Hahnenkamm, inserito anche nel circuito della Coppa del Mondo di sci alpino fin dalla sua nascita (1967). Le gare si svolgono sulla Streif, su cui si disputa la discesa libera, e sulla Ganslern, sede dello slalom speciale.